# 광저우 지하철 8호선
광저우 지하철 8호선(广州地铁8号线)은 중국 광둥성 광저우에 있는 하이주 구의 자오신 역(滘心站)에서 하이주 구의 완성웨이 역(万胜围站) 구간을 동서로 연결하는 지하철 노선으로  녹청 라인 이다. 광저우 지하철 종합 공사가 운영한다.

## 개요
원래는 2호선과 구간을 공유하다가 2010년 9월 25일 이후 분리 운영하였다. 영업 거리는 33.9 km, 역수는 28개이다. 차량은 봄바디어 - 창춘 궤도객차에서 제작한 MOVIA 456형 기차이며, 6량 편성에 80 km/h의 속도로 운행을 한다.

## 역사
- 2022년 12월 28일- 시춘 역 개통.
- 2022년 9월 28일- 차이훙차오 역 개통.
- 2020년 11월 26일- 자오신 역~원화공원 역 구간 개통.
- 2019년 12월 28일- 펑황신춘 역~원화공원 역 구간 개통.
- 2010년 11월 3일 - 창강 역~ 펑황신춘 역 구간 개통.
- 2010년 9월 25일 - 첫 구간이 8호선으로 재개통. 샤오강 역~창강 역 구간이 개통
- 2005년 12월 26일 - 파저우 역 ~ 완성웨이 역 구간 개통
- 2003년 6월 28일 - 샤오강 역 ~ 파저우 역 구간 18.28 km 영업구간, 2호선으로 개통.

## 노선 정보
- 노선 거리 : 33.9 km
- 궤간: 1435mm (표준궤)
- 역 수 : 28
- 복선 구간: 전 노선
- 전철화 구간: 전 구간 (교류 VVVF)
- 차량 기지 :마디에산차량기지
- 지상 구간 : 없음
- 주행 방향: 우측 통행

## 역 목록
| 번호  | 역명         | 중국어   | 영어표기                 | 영업거리 | 환승                                         | 위치     |
| ----- | ------------ | -------- | ------------------------ | -------- | -------------------------------------------- | -------- |
| 8호선 |              |          |                          |          |                                              |          |
| 801   | 자오신       | 滘心     | Jiaoxin                  |          |                                              | 바이윈구 |
| 802   | 팅강         | 亭岗     | Tinggang                 |          |                                              | 바이윈구 |
| 803   | 스징         | 石井     | Shijing                  |          |                                              | 바이윈구 |
| 804   | 샤오핑       | 小坪     | Xiaoping                 |          |                                              | 바이윈구 |
| 805   | 스탄         | 石潭     | Shitan                   |          | 광저우 바이윤역                              | 바이윈구 |
| 806   | 쥐룽         | 聚龙     | Julong                   |          | ■ 12호선                                     | 바이윈구 |
| 807   | 상부         | 上步站   | Shangbu                  |          |                                              | 바이윈구 |
| 808   | 퉁더         | 同德     | Tongde                   |          |                                              | 바이윈구 |
| 809   | 어장탄       | 鹅掌坦   | Ezhangtan                |          |                                              | 바이윈구 |
| 810   | 시춘         | 西村     | Xicun                    |          | ■ 5호선                                      | 리완구   |
| 811   | 차이훙차오   | 彩虹桥   | Caihong Bridge           |          | ■ 11호선 ■ 13호선 (공사중) ■ 22호선 (공사중) | 리완구   |
| 812   | 천자츠       | 陈家祠   | Chen Clan Academy        |          | ■ 1호선                                      | 리완구   |
| 813   | 화린쓰       | 华林寺   | Hualinsi Buddhist Temple |          |                                              | 리완구   |
| 814   | 문화공원     | 文化公园 | Cultural Park            |          | ■ 6호선                                      | 리완구   |
| 815   | 퉁푸서       | 同福西   | Tongfuxi                 |          |                                              | 하이주구 |
| 816   | 펑황신춘     | 凤凰新村 | Fenghuang Xincun         |          |                                              | 하이주구 |
| 817   | 사위안       | 沙园     | Shayuan                  |          | ■ 광포선                                     | 하이주구 |
| 818   | 바오강다다오 | 宝岗大道 | Baogang Dadao            |          |                                              | 하이주구 |
| 819   | 창강         | 昌岗     | Changgang                |          | ■ 2호선                                      | 하이주구 |
| 820   | 샤오강       | 晓港     | Xiaogang                 |          |                                              | 하이주구 |
| 821   | 중산대학교   | 中大     | Sun Yat-sen University   |          | ■ 10호선 (공사중)                            | 하이주구 |
| 822   | 루장         | 鹭江     | Lujiang                  |          |                                              | 하이주구 |
| 823   | 커춘         | 客村     | Kecun                    |          | ■ 3호선                                      | 하이주구 |
| 824   | 츠강         | 赤岗     | Chigang                  |          | ■ 12호선 (공사중)                            | 하이주구 |
| 825   | 모뎨사       | 磨碟沙   | Modiesha                 |          | ■ 18호선                                     | 하이주구 |
| 826   | 신강둥       | 新港东   | Xingangdong              |          |                                              | 하이주구 |
| 827   | 파저우       | 琶洲     | Pazhou                   |          | ■ 11호선                                     | 하이주구 |
| 828   | 완성웨이     | 万胜围   | Wan Sheng Wei            |          | ■ 4호선                                      | 하이주구 |

## 같이 보기
- 광저우 지하철